# Truc del Buscajon
Il Truc del Buscajon (2.210 m) è una montagna delle Alpi Biellesi. Si trova in Provincia di Biella, in Valle Elvo. 

## Toponimo
Il nome della montagna deriva dal piemontese ed è stato variamente traslitterato. Oltre che Truc del Buscajon, usato nella cartografia ufficiale della provincia di Biella, si ritrovano infatti Truc del Buscajun o Truc dal Boscajon.
Il termine truc o truch significa collina, mentre il cognome Buscaglione è piuttosto diffuso nella zona ai piedi della montagna (basti pensare a Fred Buscaglione, nativo di Graglia).
A volte compare anche il nome Pian del Turo, giustificato dalla conformazione pianeggiante della parte sommitale del monte.

## Descrizione
La montagna appartiene al costolone che si stacca in corrispondenza della Punta Tre Vescovi (2.344 m, nei pressi della Colma di Mombarone) dalla cresta spartiacque Cervo-Lys e che divide il solco principale della Valle Elvo dal vallone del torrente Janca, il maggiore affluente dell'Elvo nel suo tratto montano.

## Accesso alla cima
La salita avviene in genere con partenza santuario di Graglia o dal poco lontano colle di San Carlo, ed è valutato di difficoltà E.
Più che come meta escursionistica estiva il Truc del Buscajon è però noto come percorso sci alpinistico, apprezzato per la relativa facilità e sicurezza nell'accesso e per gli ampi pendii che lo caratterizzano; viene spesso salito anche con la ciaspole.